# Oehms Classics
Oehms Classics est un label discographique allemand de musique classique, basé à Poing, en Bavière.

## Histoire
Le label est fondé en 2003 par Dieter Oehms (né à Manderscheid, Bernkastel-Wittlich en 1941), un directeur musical et gestionnaire ayant travaillé 35 ans pour Deutsche Grammophon/Polygram et Arte Nova/BMG,.
Le label a eu pour vocation dès le début de favoriser la promotion de jeunes artistes qui n'ont pas encore enregistré, mais ensuite le label a publié des artistes déjà établis. Son catalogue dépasse les 650 références.

## Artistes
- cf. Catégorie:Artiste d'Oehms Classics